# Сашо Василевски
Сашо Василевски (на македонска литературна норма: Сашо Василевски) е лекар и политик от Северна Македония.

## Биография
Родена е на 16 юни 1966 година в Охрид, тогава в Социалистическа федеративна република Югославия. Завършва Медицинския фаултет на Скопския университет.
В 2016 година е избран за депутат от ВМРО – Демократическа партия за македонско национално единство в Събранието на Република Македония.
След като на 19 октомври 2018 година гласува за конституционните промени за смяна на името на държавата заедно с другите шестима депутати гласували „за“ е изключен от ВМРО-ДПМНЕ и от парламентарната група.